# 威爾堡
魏尔堡（德語：Weilburg，發音：[ˈvaɪlˌbʊʁk] ⓘ）是德国黑森州吉森行政区林堡-魏尔堡县的城市，面积57.51平方千米，2023年12月31日人口为13,395人，是该县第三大城市。
發跡於鄰近城鎮拿骚的君主，建有拿骚公国，在維也納會議決定遷都威斯巴登之前，曾長期以此城為公國首都。魏尔堡的舊城區建於岩石山上及其周遭，並幾乎完全被蘭河所包圍。

## 友好城市
- 法國 普里瓦（1958年）
- 義大利 托尔托纳（1964年）
- 荷蘭 澤弗納爾（1966年）
- 斯洛伐克 凱日馬羅克（1990年）[3]
- 義大利 夸特罗卡斯泰拉（2002年）
- 盧森堡 科尔马-贝格（2004年）
- 土耳其 克孜勒賈哈馬姆（2006年）